# Fisher FP-404
Le Fisher FP-404 est un avion monomoteur monoplace biplan canadien à train d'atterrissage classique proposé en kit conçu pour être assemblé par des constructeurs amateurs. Fisher Flying Products est à l'origine basé à Edgeley, dans le Dakota du Nord aux États-Unis, mais la société est maintenant située à Woodbridge, Ontario au Canada,,,,,.

## Développement
Le FP-404 est conçu par Fisher Aircraft aux États-Unis en 1984 et c'est la première conception de la société à être trop lourde pour la catégorie US FAR 103 Ulm Véhicules, la catégorie de maximum 115 kg à vide. Le poids à vide du 404 est de 125 kg lorsqu'il est équipé avec un moteur deux temps Rotax 503 de 50 ch (37 kW), le mettant dans la catégorie US de construction amateur expérimentale, bien qu'il se qualifie comme un ULM dans d'autres pays, comme le Canada. Le but du projet est de fournir une nostalgie des avions biplans des années 1930, que la société explique: « Le FP-404 représente une nouvelle ère. Cet avion biplan est un retour au vol à l'instinct, complet avec un minimum d'instruments et des commandes au strict nécessaire ».
La construction du FP-404 est similaire au Fisher FP-202 Koala. La structure de l'avion est entièrement faite de bois, avec un fuselage construit en bandes de bois disposées en forme géodésique, donnant un aéronef très solide et néanmoins léger. Les deux ailes et le fuselage sont couverts de toile d'avion. Les ailes sont fixées par des entretoises entre ailes et entre ailes et cabine. L'avion n'a pas de volets. La société affirme qu'un constructeur amateur peut assembler le FP-404 en 500 heures, « utilisant un outillage normal de ménage ».
Les premières versions du FP-404 sont équipées avec le moteur Rotax 277 de 28 ch (21 kW), dans une tentative de garder l'avion dans la catégorie de limite de poids US FAR 103 Ulm Véhicules, mais l'avion est sous-alimenté en raison de sa configuration haute à courte envergure. Des machines plus lourdes, comme le moteur Rotax 447 de 40 ch (30 kW) et le moteur Rotax 503 de 50 ch (37 kW) disposent de suffisamment de puissance, mais mettent le 404 hors de la catégorie de limite de poids. Ces modèles sont nommés Fisher 404 EXP pour montrer qu'ils ne sont pas admissibles à la limite de poids FAR 103.
À la fin de 2004, plus de 350 FP-404 volent.
Le journaliste André Cliche dit à propos de la conception :

« La vue vers l'avant du poste de pilotage n'est pas la meilleure car elle est limitée par les ailes et les jambes de cabine. L'envergure des ailes est très courte à 5,50 m. Cela se traduit par une maniabilité exceptionnelle et un lacet défavorable presque inexistant. D'autre part, l'envergure courte signifie que le FP-404 a besoin de plus de puissance pour maintenir l'altitude et a une vitesse de décrochage relativement élevée. »

## Variantes
FP-404
Biplan monoplace, monomoteur, version initiale équipée d'un moteur Rotax 277 de 28 ch (21 kW) motorisation pour la catégorie FAR 103 Ultralight Vehicles.
FP-404 EXP
Biplan monoplace, monomoteur, version équipée d'un moteur Rotax 447 de 40 ch (30 kW) ou d'un moteur Rotax 503 de 50 ch (37 kW), pour la catégorie de construction amateur expérimentale des États-Unis.

## Spécifications (FP-404 EXP)
Données de Company website, Kitplanes and Cliche,,,,
Caractéristiques générales
- Équipage : un
- Capacité : pas de passagers
- Longueur : 4,42 m
- Envergure : 5,49 m
- Hauteur : 1,65 m
- Surface alaire : 11,16 m2
- Masse à vide : 125 kg
- Charge utile : 120 kg
- Masse maximale au décollage : 245 kg
- Moteur : 1   Moteur bicylindres deux-temps Rotax 503 de 50 ch (37 kW)

 Performances 
- Vitesse à ne jamais dépasser : 146 km/h
- Vitesse de croisière : 117 km/h
- Vitesse de décrochage : 49 km/h
- Vitesse ascensionnelle : 4,1 m/s
- Charge alaire : 21,95 kg/m2
- Rapport poids-puissance : 0,15 kW/kg